# Velîcikove, Șîșakî
Velîcikove (în ucraineană Величкове) este un sat în comuna Voskobiinîkî din raionul Șîșakî, regiunea Poltava, Ucraina.

## Demografie
Componența lingvistică a localității Velîcikove
     Ucraineană (73,68%)
     Rusă (26,32%)
Conform recensământului din 2001, majoritatea populației localității Velîcikove era vorbitoare de ucraineană (73,68%), existând în minoritate și vorbitori de rusă (26,32%).